# مانولو كاديناس
مانولو كاديناس (بالإسبانية: Manolo Cadenas)‏ مواليد 20 مايو 1955، هو لاعب كرة يد إسباني سابق أصبح مدرباً. يدرب حاليا منتخب إسبانيا لكرة اليد. حقق المركز الثالث في بطولة أوروبا لكرة اليد للرجال 2014.

## سجل المنافسة
شارك في البطولات التالية:
- بطولة العالم لكرة اليد للرجال 2015
- بطولة أوروبا لكرة اليد للرجال 2014
- بطولة أوروبا لكرة اليد للرجال 2016